# Juliana Felisberta da Silva
Juliana Felisberta da Silva  (Santos, 22 juli 1983), spelersnaam Juliana, is een Braziliaans beachvolleyballer. Met Larissa França werd ze in 2011 wereldkampioen en behaalde ze de bronzen medaille bij Olympische Spelen in 2012. Daarnaast won Juliana achtmaal de FIVB World Tour.

## Carrière

### 2002 tot en met 2003
Juliana begon haar volleybalcarrière met Taiana Lima in 2002, toen het duo de WK U21 in Catania won. Het jaar daarop eindigde het duo als vijfde bij de WK U21 in Saint-Quay-Portrieux. Eind 2003 speelde Juliana nog een paar toernooien met Jackie Silva, waaronder de wereldkampioenschappen in Rio de Janeiro. Ze eindigden als negende nadat ze in de achtste finale van hun landgenoten Renata Ribeiro en Shaylyn Bede verloren hadden.

### 2004 tot en met 2012
Van 2004 tot en met 2012 vormde Juliana een spelersduo met Larissa. Bij hun eerste toernooi in Fortaleza eindigden Juliana en Larissa als derde. Vervolgens werden ze tweemaal vijfde, strandden ze eenmaal vroeg in het toernooi en werden ze een keer zevende. Juliana en Larissa boekten hun eerste zege in de World Tour in Mallorca in 2004 waar ze de finale wonnen van het Duitse duo Susanne Lahme en Danja Müsch. Bij de overige toernooien dat seizoen eindigden ze als derde of vijfde. Bij de eerste vier toernooien in 2005 boekten Juliana en Larissa drie overwinningen en werden ze eenmaal tweede. Ze wisten bij de WK in Berlijn zonder setverlies de finale te bereiken die verloren werd van het Amerikaanse duo Kerri Walsh en Misty May-Treanor. In het vervolg van het seizoen lieten Juliana en Larissa alleen de overwinning aan zich voorbijgaan in Espinho (derde) en in Klagenfurt (vijfde); in Sint-Petersburg, Montréal en Acapulco werd gewonnen. Met veertien podiumplaatsen bij vijftien toernooien in 2005 en een totaal van 400 duizend dollar aan prijzengeld zetten ze een nieuw record neer. Bovendien wonnen ze dat jaar de World Tour en werden ze door de FIVB uitgeroepen tot team van het jaar.
Juliana en Larissa vingen 2006 aan met een overwinning in Modena, waarna ze bij de volgende toernooien tweemaal derde werden. Daarna wist het duo zes van de negen toernooien te winnen en bij de drie verloren toernooien bereikten ze de finale. Met een vierde plaats in Acapulco sloten ze het seizoen af, waarmee ze wederom winnaars van de World Tour en team van het jaar waren geworden. Daarnaast werd Juliana – net als in 2010 en 2012 – verkozen tot beste aanvallende speler. Het duo begon in 2007 met een vierde en derde plaats, won daarna de toernooien in Warschau en Espinho en haalde de finale in Berlijn. Bij de WK in Gstaad reikten Juliana en Larissa tot in de halve finales waar ze werden uitgeschakeld door het Chinese duo Tian Jia en Wang Jie. De wedstrijd om het brons werd gewonnen van het tweede Chinese duo Xue Chen en Zhang Xi. In de World Tour boekten ze vervolgens overwinningen in Kristiansand, Åland en Sint-Petersburg en twee tweede plaatsen in Klagenfurt en Fortaleza, waarmee ze voor de derde keer de eindoverwinning in de World Tour behaalden. Bovendien won het duo in 2007 de gouden medaille bij de Pan-Amerikaanse Spelen in Rio door in de finale het Cubaanse duo Dalixia Fernández en Tamara Larrea te verslaan.
In 2008 zetten Juliana en Larissa hun succesreeks voort met overwinningen in Adelaide en Osaka. Daarnaast bereikten ze de finale in Shanghai en eindigden ze bij bijna alle toernooien in de top vijf; alleen in Parijs moesten ze voortijdig opgeven vanwege een gescheurde kruisband bij Juliana. Juliana kon hierdoor niet meedoen aan de Olympische Spelen in Peking waar Larissa met Ana Paula speelde. In 2009 vervolgden Juliana en Larissa hun spel samen en wonnen ze in het begin van het seizoen zowel in Brasilia als in Osaka. Het duo stond in Stavanger voor de tweede keer in de WK-finale die ditmaal verloren werd van het Amerikaanse duo April Ross en Jennifer Kessy. Juliana en Larissa wisten in de World Tour vervolgens alleen niet te winnen in Marseille (zeventiende) en Kristiansand (derde), waarmee ze voor de vierde maal de eindoverwinning boekten.

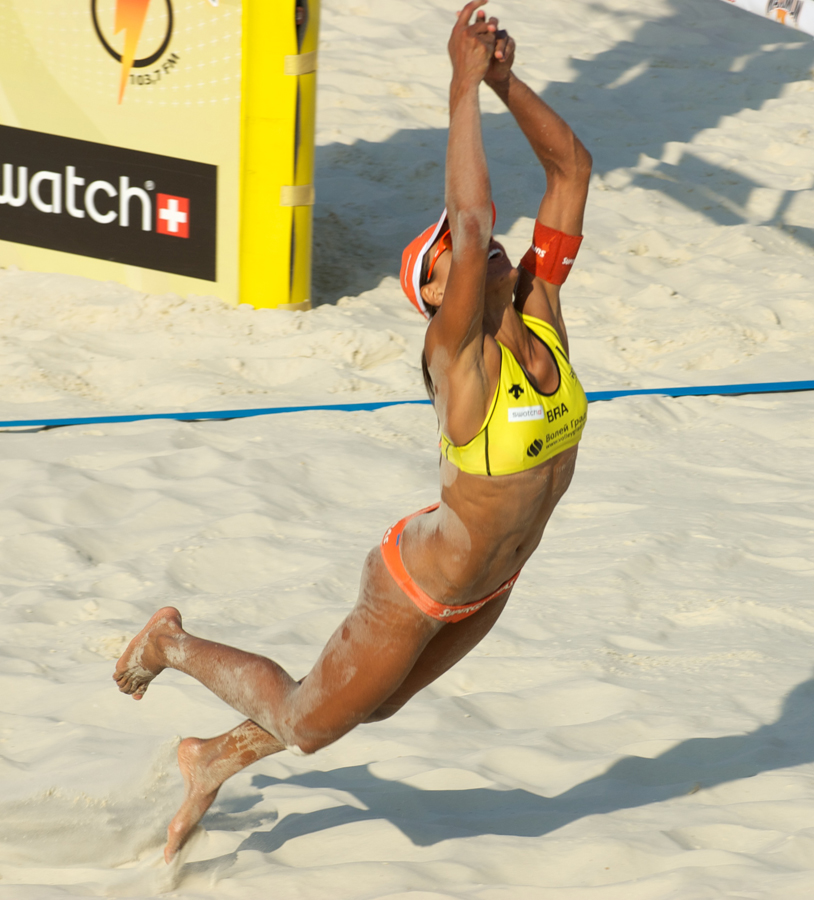
Juliana in actie tijdens de Grand Slam in Moskou (2011)

Juliana en Larissa behaalden in 2010 naast overwinningen in Brasilia, Seoel, Stavanger, Gstaad, Klagenfurt, Stare Jabłonki en Kristiansand ook podiumplaatsen in Shanghai (tweede), Moskou (derde) en Åland (tweede). Het duo wist daarmee voor de vijfde keer de World Tour te winnen. Het jaar daarop werden de eerste twee toernooien in Brasilia en Sanya eveneens gewonnen. Daarna volgden een vijfde plaats in Parijs en een zeventiende plaats in Peking. Bij de WK in 2011 in Rome wist het duo voor derde keer de finale te bereiken waar in drie sets van Walsh en May-Treanor werd gewonnen. Na overwinningen in Gstaad, Stare Jabłonki en Den Haag en podiumplaatsen in Stavanger (derde), Moskou (tweede) en Åland (derde) eindigden Juliana en Larissa opnieuw als eerste in de World Tour. Bovendien wisten ze hun titel bij de Pan-Amerikaanse Spelen in Guadalajara te prolongeren door in de finale het Mexicaanse duo Bibiana Candelas en Mayra García te verslaan.
Bij de eerste toernooien in 2012 eindigden Juliana en Larissa als vierde in Brasilia, als tweede in Sanya en als derde in Shanghai. Ze boekten hun eerste zege van het seizoen in Peking en na een derde plaats in Moskou en twee negende plaatsen in Rome en Gstaad wonnen ze wederom in Berlijn. Bij de Olympische Spelen in Londen wist het duo zonder setverlies de halve finale te bereiken waar verloren werd van Ross en Kessy. Juliana en Larissa wonnen vervolgens de bronzen medaille door Xue en Zhang in de troostfinale in drie sets te verslaan. Na een overwinning in Stare Jabłonki en een vijfde plaats in Åland sloot het duo de World Tour voor de zevende maal als eindwinnaar af.

### 2014 tot en met 2019
Na een pauze van een jaar keerde Juliana in 2014 terug met Maria Antonelli. Ze speelden veertien toernooien in de World Tour met een overwinning in Xiamen. In Fuzhou, Puerto Vallarta, Berlijn, Den Haag en Klagenfurt werd verder het podium gehaald en bij de overige toernooien eindigden ze in de top tien, waarna Juliana voor de achtste keer de FIVB World Tour won. In 2015 behaalden ze de overwinning in Stavanger en eindigden ze als tweede in Saint Petersburg; bij de zeven overige toernooien eindigden Juliana en Maria in Poreč en in Olsztyn niet in de top tien. Bij de WK in Nederland won het duo de bronzen medaille door in de troostfinale het Duitse tweetal Katrin Holtwick en Ilka Semmler te verslaan.
Juliana speelde in 2016 wederom met Taiana Lima. Het duo werd tweede in Fortaleza en haalde toptienplaatsen in Maceio, Vitoria, Moskou, Gstaad en Klagenfurt. In de Braziliaanse competitie wonnen ze in Natal en Curitiba; met Rebecca Silva eindigde ze in São Jose eveneens op de eerste plaats. In 2017 vormde Juliana de eerste helft van het jaar een team met Carolina Solberg Salgado met wie ze vijf toernooien in de nationale competitie speelde en twee FIVB-toernooien. Vervolgens deed ze met Carolina Horta Maximo mee aan drie toernooien in de World Tour met een overwinning in Monaco. Samen met Andressa Cavalcanti Ramalho kwam ze in 2018 uit bij drie toernooien in de Zuid-Amerikaanse competitie en vier in de FIVB World Tour. Het seizoen daarop speelde ze drie internationale wedstrijden met Josi Alves met wie ze onder meer een derde plaats in Miguel Pereira behaalde.

## Palmares
Kampioenschappen
- 2002:  WK U21
- 2005:  WK
- 2007:  WK
- 2007:  Pan-Amerikaanse Spelen
- 2009:  WK
- 2011:  WK
- 2011:  Pan-Amerikaanse Spelen
- 2012:  OS
- 2015:  WK

FIVB World Tour
- 2004:  Fortaleza Open
- 2004:  Mallorca Open
- 2004:  Grand Slam Marseille
- 2004:  Rio de Janeiro Open
- 2005:  Shanghai Open
- 2005:  Osaka Open
- 2005:  Milaan Open
- 2005:  Gstaad Open
- 2005:  Grand Slam Stavanger
- 2005:  Sint-Petersburg Open
- 2005:  Espinho Open
- 2005:  Grand Slam Parijs
- 2005:  Montréal Open
- 2005:  Athene Open
- 2005:  Salvador Open
- 2005:  Acapulco Open
- 2005:  Kaapstad Open
- 2005:  FIVB World Tour
- 2006:  Modena Open
- 2006:  Shanghai Open
- 2006:  Athene Open
- 2006:  Grand Slam Gstaad
- 2006:  Grand Slam Stavanger
- 2006:  Marseille Open
- 2006:  Montréal Open

- 2006:  Sint-Petersburg Open
- 2006:  Grand Slam Parijs
- 2006:  Grand Slam Klagenfurt
- 2006:  Porto Santo Open
- 2006:  Vitória Open
- 2006:  FIVB World Tour
- 2007:  Seoel Open
- 2007:  Warschau Open
- 2007:  Espinho Open
- 2007:  Grand Slam Berlijn
- 2007:  Grand Slam Klagenfurt
- 2007:  Kristiansand Open
- 2007:  Åland Open
- 2007:  Sint-Petersburg Open
- 2007:  Fortaleza Open
- 2007:  FIVB World Tour
- 2008:  Adelaide Open
- 2008:  Shanghai Open
- 2008:  Osaka Open
- 2008:  Barcelona Open
- 2009:  Brasilia Open
- 2009:  Osaka Open
- 2009:  Grand Slam Gstaad
- 2009:  Grand Slam Moskou
- 2009:  Grand Slam Klagenfurt
- 2009:  Stare Jabłonki Open
- 2009:  Kristiansand Open
- 2009:  Åland Open
- 2009:  Den Haag Open
- 2009:  Barcelona Open
- 2009:  FIVB World Tour
- 2010:  Brasilia Open
- 2010:  Shanghai Open
- 2010:  Seoel Open
- 2010:  Grand Slam Moskou

- 2010:  Grand Slam Gstaad
- 2010:  Grand Slam Stavanger
- 2010:  Grand Slam Klagenfurt
- 2010:  Grand Slam Stare Jabłonki
- 2010:  Kristiansand Open
- 2010:  Åland Open
- 2010:  FIVB World Tour
- 2011:  Brasilia Open
- 2011:  Sanya Open
- 2011:  Grand Slam Stavanger
- 2011:  Grand Slam Gstaad
- 2011:  Grand Slam Moskou
- 2011:  Grand Slam Stare Jabłonki
- 2011:  Åland Open
- 2011:  Den Haag Open
- 2011:  FIVB World Tour
- 2012:  Sanya Open
- 2012:  Grand Slam Shanghai
- 2012:  Grand Slam Peking
- 2012:  Grand Slam Moskou
- 2012:  Grand Slam Berlijn
- 2012:  Grand Slam Stare Jabłonki
- 2012:  FIVB World Tour
- 2014:  Fuzhou Open
- 2014:  Puerto Vallarta Open
- 2014:  Grand Slam Berlijn
- 2014:  Grand Slam Den Haag
- 2014:  Grand Slam Klagenfurt
- 2014:  Xiamen Open
- 2014:  FIVB World Tour
- 2015:  Stavanger Major
- 2015:  Grand Slam Saint Petersburg
- 2016:  Fortaleza Open
- 2017:  1* Monaco
- 2019:  1* Miguel Pereira